# أدريان ماتي
أدريان ماتي (بالرومانية: Adrian Matei)‏ (29 فبراير 1968 ببوخارست في رومانيا - ) هو مدرب كرة قدم ولاعب كرة قدم روماني في مركز الدفاع. شارك مع منتخب رومانيا لكرة القدم. أما مع النوادي، فقد لعب مع دينامو بوخارست ورابيد بوخارست وستيودينتيسك بوخارست ونادي ستيوا بوخارست وFC Progresul București ‏ وفيكتوريا بوخارست ‏.

## مسيرته الكروية
لعب أدريان ماتي خلال مسيرته الاحترافية مع 6 أندية في تسعة عشر موسمًا وسجل خلالها 12 هدفًا ضمن 348 مباراة. حيث فاز في موسمين بالكأس وفي ثلاثة مواسم بالدوري.
خاض أدريان ماتي مسيرته مع نادي رابيد بوخارست في موسم 1986–87 في المرة الأولى واستمر معه طيلة ثلاثة مواسم ثم في موسم 1994–95 واستمر معه طيلة ثلاثة مواسم، مشاركًا طوالها في 119 مباراة سجل خلالها 4 أهداف. ثم انتقل إلى فيكتوريا بوخارست ‏ في موسم 1988–89 ولمدة موسمين، حيث شارك في 20 مباراة ولم يسجل أي هدف. لينتقل بعدها إلى نادي دينامو بوخارست في موسم 1990–91 ليلعب معه أربعة مواسم، مشاركًا في 69 مباراة سجل خلالها هدفين. ثم انتقل إلى نادي ستيودينتيسك بوخارست في موسم 1993–94 لمدة موسم واحد، مشاركًا في 12 مباراة سجل خلالها هدفين أيضًا. هذا وانتقل لاحقًا إلى نادي ستيوا بوخارست في موسم 1996–97 واستمر معه طيلة ثلاثة مواسم، مشاركًا في 65 مباراة سجل خلالها 3 أهداف. ثم انتقل بعدها إلى FC Progresul București ‏ في موسم 1999–00 واستمر معه طيلة ثلاثة مواسم، مشاركًا في 63 مباراة سجل خلالها هدفًا واحدًا.

## وصلات خارجية
- أدريان ماتي على موقع قاعدة بيانات كرة القدم.إي يو (الإنجليزية)
- أدريان ماتي على موقع ناشيونال فوتبول تيمز (الإنجليزية)